# Antiochos X
Antiochos X, död 83 f.Kr., var kung i det seleukidiska riket i Syrien 95-83 f.Kr. 
Han var son till Antiochos IX och Kleopatra IV. År 95 f.Kr. mördades hans far av hans kusin Seleukos VI. Han efterträdde fadern och gifte sig med sin före detta styvmor och moster, Kleopatra Selene I. Året därpå hämnades han sin fars död genom att bränna Seleukos VI till döds. Han belägrades 93 f.Kr. i Antiokia av sin andre kusin, Seleukos' bror Antiochos XI, men hävde belägringen och besegrade och dödade denne och tog därmed kontrollen över hela norra Syrien. 
Södra Syrien behärskades av hans kusiner Demetrios III och Philipp I Philadelphos, bröder till Antiochos XI och Seleukos, med vilka han var involverad i ett inbördeskrig. Från 89 f.Kr. utbröt det dessutom återigen krig med Parthien. 
Det finns två versioner av hans död. Josefus påstår att han föll i strid mot partherna cirka 90 och att hans besittningar därefter erövrades av Philipp II. Appianos hävdar att han föll i strid mot Tigranes II av Armenien när denne erövrade Syrien 83 f.Kr. När Tigranes hade besegrats år 69 placerades Antiochos XIII på tronen av Pompejus som romersk klientkung.